# Westfalenpokal 2018/19
Der Westfalenpokal 2018/19 ist die 38. Austragung im Fußball-Westfalenpokal der Männer. Der Sieger qualifiziert sich für die erste Hauptrunde des DFB-Pokal 2019/20.

## Modus
Der Westfalenpokal wird im K.-o.-System ausgetragen. In jeder Runde gibt es ein Spiel. Wenn ein Spiel nach 90 Minuten unentschieden steht, wird das Spiel um zweimal 15 Minuten verlängert. Sollte danach immer noch keine Entscheidung gefallen sein, folgt ein Elfmeterschießen. Die Partien der ersten Runde werden ausgelost, der weitere Spielbetrieb erfolgt nach einer Setzliste. Bei den Spielen auf Kreisebene und der ersten und zweiten Runde auf Verbandsebene hat die klassenniedrigere Mannschaft Heimrecht. In den weiteren Runden auf Verbandsebene haben lediglich die Kreisligamannschaften immer Heimrecht. Spielen zwei Mannschaften aus der gleichen Ligenebene gegeneinander, hat die zuerst gezogene Mannschaft ein Heimspiel. Ein Tausch des Heimrechts ist allerdings möglich. Ab dem Halbfinale werden die Spielorte durch den Verband bestimmt.

## Teilnehmende Mannschaften
Für den Westfalenpokal 2018/19 qualifizieren sich automatisch die westfälischen Vereine aus der 3. Liga und der Regionalliga West 2017/18 sowie evtl. Absteiger aus der 2. Bundesliga 2017/18. Dazu kommen die Mannschaften auf den Plätzen eins bis sechs der Oberliga Westfalen 2017/18, die Meister der beiden Staffeln der Westfalenliga, die Meister der vier Staffeln der Landesliga, die Meister der zwölf Staffeln der Bezirksliga sowie die 29 Kreispokalsieger. Die verbleibenden Plätze bis zur Zahl 64 werden an die Kreise vergeben, die die meisten Herrenmannschaften stellen, die aktiv am Spielbetrieb der Kreisligen teilnehmen. In diesem Jahr waren dies die Kreise Dortmund, Bochum und Recklinghausen. Sollte sich ein Kreispokalsieger bereits über eine Meisterschaft qualifiziert haben, rückt der unterlegene Kreispokalfinalist nach.
| Westfälische Mannschaften der 3. Liga 2017/18 | Westfälische Mannschaften der Regionalliga West 2017/18 | Die ersten sechs Mannschaften der Oberliga Westfalen 2017/18 |
| Sportfreunde Lotte Preußen Münster | TuS Erndtebrück Westfalia Rhynern SV Rödinghausen SC Verl SG Wattenscheid 09 SC Wiedenbrück | FC Brünninghausen 1 ASC 09 Dortmund TuS Haltern Hammer SpVg 1. FC Kaan-Marienborn SV Lippstadt 08 |
| Die Meister der Westfalenliga 2017/18 | Die Meister der Landesliga 2017/18 | Die Meister der Bezirksliga 2017/18 |
| 1. FC Gievenbeck (1) Holzwickeder SC (2) | VfL Theesen (1) RSV Meinerzhagen (2) BSV Schüren (3) Borussia Emsdetten (4) | FC Preußen Espelkamp (1) FC Kaunitz (2) Hövelhofer SV (3) SV Brilon (4) RSV Meinerzhagen (5) FC Wetter (6) SG Bockum-Hövel (7) SuS Kaiserau (8) Wacker Obercastrop (9) DJK Wattenscheid (10) VfB Hüls (11) SC Westfalia Kinderhaus (12) |
| Die Kreispokalsieger der Saison 2017/18 (OL = Oberliga, WL = Westfalenliga, LL = Landesliga, BL = Bezirksliga, KLA = Kreisliga A) | | |
| - Ahaus/Coesfeld SuS Stadtlohn (LL) - Arnsberg SC Neheim (WL) - Beckum Rot Weiss Ahlen (OL) - Bielefeld VfB Fichte Bielefeld (LL) - Bochum Concordia Wiemelhausen (WL) TuS Harpen (BL) F - Detmold Türkischer SV Horn (BL) - Dortmund SV Brackel 06 (LL) H Lüner SV (WL) H - Gelsenkirchen YEG Hassel (WL) - Gütersloh FC Gütersloh (OL) | - Hagen TuS Ennepetal (OL) - Herford VfL Holsen (LL) - Herne Westfalia Herne (OL) - Hochsauerland Rot-Weiß Erlinghausen (LL) - Höxter SpVg Brakel (LL) - Iserlohn BSV Menden (LL) - Lemgo TBV Lemgo (BL) - Lippstadt SuS Cappel (BL) F - Lübbecke Blau-Weiß Vehlage (BL) - Lüdenscheid Rot-Weiß Lüdenscheid (NL) F | - Minden FC Bad Oeynhausen (BL) - Münster SC Münster 08 (LL) - Olpe FC Lennestadt (LL) - Paderborn SV Heide Paderborn (BL) - Recklinghausen Westfalia Langenbochum (BL) F SV Schermbeck (OL) D - Siegen-Wittgenstein Fortuna Freudenberg (BL) - Soest SC Sönnern (BL) - Steinfurt SuS Neuenkirchen (WL) F - Tecklenburg Preußen Lengerich (LL) - Unna-Hamm TuS Wiescherhöfen (LL) |

## Termine
Laut dem Rahmenterminkalender des FLVW wird an den folgenden Terminen gespielt:
- 1. Runde: 3. bis 23. August 2018
- 2. Runde: 5 bis 19. September 2018
- Achtelfinale: 17. September bis 14. Oktober 2018
- Viertelfinale: 15. Oktober bis 24. November 2018
- Halbfinale: 2. oder 3. April 2019
- Finale: 25. Mai 2019

## 1. Runde
| Datum                      |                             | Ergebnis              |                            |
| -------------------------- | --------------------------- | --------------------- | -------------------------- |
| 3. August 2018, 19:30 Uhr  | TuS Harpen (BL)             | 00:10                 | FC Brünninghausen (OL)     |
| 4. August 2018, 15:00 Uhr  | Rot-Weiß Erlinghausen (LL)  | 0:7                   | FC Gütersloh (OL)          |
| 4. August 2018, 16:00 Uhr  | Preußen Espelkamp (LL)      | 4:0                   | BSV Menden (LL)            |
| 5. August 2018, 15:00 Uhr  | SV Brackel 06 (LL)          | 2:3 n. V.             | Lüner SV (WL)              |
| 5. August 2018, 15:00 Uhr  | ASC 09 Dortmund (OL)        | 4:1                   | TuS Erndtebrück (OL)       |
| 5. August 2018, 15:00 Uhr  | Concordia Wiemelhausen (WL) | 3:2                   | SV Schermbeck (OL)         |
| 5. August 2018, 15:00 Uhr  | SC Sönnern (BL)             | 0:3                   | FC Bad Oeynhausen (BL)     |
| 5. August 2018, 15:00 Uhr  | Preußen Lengerich (BL)      | 0:1                   | SG Bockum-Hövel (LL)       |
| 7. August 2018, 19:30 Uhr  | FC Wetter (LL)              | 3:6                   | Wacker Obercastrop (LL)    |
| 18. August 2018, 14:30 Uhr | Preußen Münster (3L)        | 7:0                   | BSV Schüren (WL)           |
| 21. August 2018, 19:30 Uhr | DJK Wattenscheid (LL)       | 5:1                   | VfB Hüls (LL)              |
| 22. August 2018, 18:15 Uhr | 1. FC Gievenbeck (OL)       | 3:1                   | SG Wattenscheid 09 (RL)    |
| 22. August 2018, 18:15 Uhr | TuS Wiescherhöfen (LL)      | 0:3                   | SC Verl (RL)               |
| 22. August 2018, 18:15 Uhr | Hövelhofer SV (LL)          | 1:3 n. V.             | SC Wiedenbrück (RL)        |
| 22. August 2018, 18:30 Uhr | SV Rödinghausen (RL)        | 3:2                   | Sportfreunde Lotte (3L)    |
| 22. August 2018, 19:00 Uhr | Rot Weiss Ahlen (OL)        | 1:2                   | SV Lippstadt 08 (RL)       |
| 22. August 2018, 19:15 Uhr | FC Lennestadt (WL)          | 1:2                   | 1. FC Kaan-Marienborn (RL) |
| 22. August 2018, 19:30 Uhr | SV Brilon (LL)              | 0:2                   | Westfalia Rhynern (OL)     |
| 22. August 2018, 19:30 Uhr | VfB Fichte Bielefeld (LL)   | 1:3                   | Hammer SpVg (OL)           |
| 23. August 2018, 18:15 Uhr | SC Münster 08 (LL)          | 2:2 n. V. (7:6 i. E.) | YEG Hassel (WL)            |
| 23. August 2018, 18:15 Uhr | Westfalia Langenbochum (BL) | 1:4                   | Westfalia Herne (OL)       |
| 23. August 2018, 18:15 Uhr | SV Heide Paderborn (BL)     | 1:8                   | SuS Neuenkirchen (WL)      |
| 23. August 2018, 18:15 Uhr | SuS Cappel (BL)             | 0:2                   | VfL Theesen (WL)           |
| 23. August 2018, 18:30 Uhr | Fortuna Freudenberg (BL)    | 3:6 n. V.             | SuS Stadtlohn (LL)         |
| 23. August 2018, 18:30 Uhr | SuS Kaiserau (LL)           | 1:3                   | TuS Ennepetal (OL)         |
| 23. August 2018, 18:30 Uhr | TBV Lemgo (BL)              | 0:5                   | Borussia Emsdetten (WL)    |
| 23. August 2018, 19:00 Uhr | Westfalia Kinderhaus (LL)   | 0:3                   | RSV Meinerzhagen (WL)      |
| 23. August 2018, 19:00 Uhr | Türkischer SV Horn (BL)     | 2:0                   | SC Neheim (WL)             |
| 23. August 2018, 19:30 Uhr | Rot-Weiß Lüdenscheid (BL)   | 1:4                   | Holzwickeder SC (OL)       |
| 23. August 2018, 19:30 Uhr | VSV Wenden (LL)             | 1:5                   | TuS Haltern (OL)           |
| 23. August 2018, 19:30 Uhr | FC Kaunitz (LL)             | 2:1                   | VfL Holsen (LL)            |
| 23. August 2018, 20:00 Uhr | Blau-Weiß Vehlage (BL)      | 1:5                   | SpVg Brakel (LL)           |

## 2. Runde
| Datum                         |                         | Ergebnis              |                             |
| ----------------------------- | ----------------------- | --------------------- | --------------------------- |
| 5. September 2018, 19:30 Uhr  | Preußen Münster (3L)    | 4:0                   | FC Brünninghausen (OL)      |
| 5. September 2018, 19:30 Uhr  | SuS Stadtlohn (LL)      | 2:4                   | Concordia Wiemelhausen (WL) |
| 5. September 2018, 19:30 Uhr  | DJK Wattenscheid (LL)   | 0:1                   | 1. FC Gievenbeck (OL)       |
| 5. September 2018, 19:30 Uhr  | Preußen Espelkamp (LL)  | 1:4                   | SC Verl (RL)                |
| 12. September 2018, 17:30 Uhr | VfL Theesen (WL)        | 1:3                   | SC Wiedenbrück (RL)         |
| 12. September 2018, 18:30 Uhr | Türkischer SV Horn (BL) | 0:2                   | FC Gütersloh (OL)           |
| 12. September 2018, 19:30 Uhr | Wacker Obercastrop (LL) | 1:1 n. V. (3:6 i. E.) | 1. FC Kaan-Marienborn (RL)  |
| 12. September 2018, 19:30 Uhr | FC Bad Oeynhausen (BL)  | 3:3 n. V. (3:4 i. E.) | Hammer SpVg (OL)            |
| 12. September 2018, 19:30 Uhr | Westfalia Rhynern (OL)  | 1:1 n. V. (3:4 i. E.) | SV Rödinghausen (RL)        |
| 12. September 2018, 19:30 Uhr | SG Bockum-Hövel (LL)    | 0:5                   | SV Lippstadt 08 (RL)        |
| 12. September 2018, 19:30 Uhr | SC Münster 08 (LL)      | 5:2                   | TuS Ennepetal (OL)          |
| 12. September 2018, 19:30 Uhr | Westfalia Herne (OL)    | 1:2                   | TuS Haltern (OL)            |
| 13. September 2018, 19:30 Uhr | RSV Meinerzhagen (WL)   | 1:0                   | ASC 09 Dortmund (OL)        |
| 13. September 2018, 19:30 Uhr | SpVg Brakel (LL)        | 1:1 n. V. (4:1 i. E.) | SuS Neuenkirchen (WL)       |
| 13. September 2018, 19:30 Uhr | FC Kaunitz (LL)         | 1:0                   | Borussia Emsdetten (WL)     |
| 19. September 2018, 19:30 Uhr | Lüner SV (WL)           | 1:0                   | Holzwickeder SC (OL)        |

## Achtelfinale
| Datum                       |                             | Ergebnis |                            |
| --------------------------- | --------------------------- | -------- | -------------------------- |
| 3. Oktober 2018, 14:00 Uhr  | FC Kaunitz (LL)             | 1:2      | SC Verl (RL)               |
| 3. Oktober 2018, 15:00 Uhr  | Lüner SV (WL)               | 2:1      | Hammer SpVg (OL)           |
| 10. Oktober 2018, 19:00 Uhr | FC Gütersloh (OL)           | 0:2      | SV Lippstadt 08 (RL)       |
| 10. Oktober 2018, 19:00 Uhr | SV Rödinghausen (RL)        | 2:1      | Preußen Münster (3L)       |
| 10. Oktober 2018, 19:00 Uhr | Concordia Wiemelhausen (WL) | 1:5      | 1. FC Kaan-Marienborn (RL) |
| 10. Oktober 2018, 19:30 Uhr | SpVg Brakel (LL)            | 0:1      | 1. FC Gievenbeck (OL)      |
| 10. Oktober 2018, 19:45 Uhr | RSV Meinerzhagen (WL)       | 0:1      | TuS Haltern (OL)           |
| 17. Oktober 2018, 19:00 Uhr | SC Münster 08 (LL)          | 1:3      | SC Wiedenbrück (RL)        |

## Viertelfinale
| Datum                        |                            | Ergebnis  |                       |
| ---------------------------- | -------------------------- | --------- | --------------------- |
| 23. November 2018, 19:00 Uhr | SC Verl (RL)               | 6:0       | 1. FC Gievenbeck (OL) |
| 24. November 2018, 13:30 Uhr | SV Lippstadt 08 (RL)       | 0:1 n. V. | TuS Haltern (OL)      |
| 24. November 2018, 13:30 Uhr | Lüner SV (WL)              | 0:4       | SV Rödinghausen (RL)  |
| 24. November 2018, 13:30 Uhr | 1. FC Kaan-Marienborn (RL) | 1:2       | SC Wiedenbrück (RL)   |

## Halbfinale
| Datum                   |                      | Ergebnis              |                     |
| ----------------------- | -------------------- | --------------------- | ------------------- |
| 1. März 2019, 20:15 Uhr | SV Rödinghausen (RL) | 3:0 n. V.             | TuS Haltern (OL)    |
| 2. März 2019, 14:00 Uhr | SC Verl (RL)         | 0:0 n. V. (0:3 i. E.) | SC Wiedenbrück (RL) |

## Finale
| SV Rödinghausen                                                  | SV Rödinghausen | SC Wiedenbrück | SC Wiedenbrück |
| ---------------------------------------------------------------- | --- | --- | -------------- |
| SV Rödinghausen                                                  | \| 25. Mai 2019 um 14:15 Uhr in Rödinghausen (Häcker-Wiehenstadion) \| \| Ergebnis: 2:1 (1:0) \| \| Zuschauer: 1.490 \| \| Schiedsrichter: Lukas Sauer (Bergkamen) \|                                                                                              | \| 25. Mai 2019 um 14:15 Uhr in Rödinghausen (Häcker-Wiehenstadion) \| \| Ergebnis: 2:1 (1:0) \| \| Zuschauer: 1.490 \| \| Schiedsrichter: Lukas Sauer (Bergkamen) \|                                        | SC Wiedenbrück |
| SV Rödinghausen                                                  | Jan Schönwälder – Angelo Langer, Julian Wolff, Daniel Flottmann – Haktab Omar Traoré (85. Dennis Engel), Fabian Kunze, Linus Meyer, Franz Pfanne, Lukas Kunze (77. Lars Lokotsch) – Simon Engelmann, Björn Schlottke (62. Kelvin Lunga) Cheftrainer: Enrico Maaßen | Marcel Hölscher – André Wallenborn, Robin Twyrdy, David Hüsing, Daniel Latkowski, Daniel Schaal – Yannick Geisler, Oliver Zech , Mike Andreas, Lukas Demming – Patrick Schikowski Cheftrainer: Björn Mehnert | SC Wiedenbrück |
| SV Rödinghausen                                                  | 1:0 Meyer (14.) 2:0 Engelmann (51.) | 2:1 Zech (57.) | SC Wiedenbrück |
| SV Rödinghausen                                                  | F. Kunze (53.), Flottmann (55.), Engelmann (75.), Lunga (79.), Pfanne (80.) | Twyrdy (13.), Hüsing (36.), Geisler (73.), Latkowski (90.) | SC Wiedenbrück |
| SV Rödinghausen                                                  | Lunga (90.+2') | Twyrdy (38.) | SC Wiedenbrück |
| 25. Mai 2019 um 14:15 Uhr in Rödinghausen (Häcker-Wiehenstadion) | | |                |
| Ergebnis: 2:1 (1:0)                                              | | |                |
| Zuschauer: 1.490                                                 | | |                |
| Schiedsrichter: Lukas Sauer (Bergkamen)                          | | |                |